# Usine Stellantis de Vesoul
L'usine Stellantis de Vesoul est un site industriel de plus de 120 hectares appartenant à Stellantis situé à Vesoul, dans le département de la Haute-Saône et la région Bourgogne-Franche-Comté. L'usine est spécialisée dans la fabrication et la distribution de pièces de rechange et accessoires dans le monde entier. Certifiée ISO 9001 pour la qualité et ISO 14001 pour l'environnement, l'usine compte un secteur qui est classé à l'inventaire général du patrimoine culturel.
Initialement une partie des bâtiments de l'usine était autrefois l'usine Dollé-Chaubey, installée en 1908. L'activité de Dollé-Chaubey s'accroît considérablement et c'est ainsi qu'elle devient l'une des plus importantes manufactures françaises de machines agricoles au début des années 1950, avant de cesser son activité en 1953. En 1955, l'usine est reprise par la société Udine puis par Indenor, qui fusionnera en 1966 avec Peugeot. C'est alors qu'entre 1966 et 1979, trois vastes magasins et ateliers sont construits à l'ouest et au nord-ouest du site de l'usine initiale : la taille et la production de l'entreprise s'accroît énormément ; en l'espace de 14 ans, l'usine s'agrandit de plus de 250 000 m2 d'atelier.
Plus grande plate-forme de logistique automobile d'Europe, la ville de Vesoul est le centre mondial de pièces détachées de Stellantis. De plus, l'usine est la plus grosse entreprise du département de la Haute-Saône, et l'une des plus importantes de la région. C'est un centre logistique de pièces de rechange (DLPR) et d'expédition d'éléments détachés (véhicules CKD), qui comporte également une unité de tôlerie et peinture (UVL), ainsi qu'un atelier de sellerie. En juin 2014, le site emploie plus de 3 255 salariés.

## Histoire

### Les bâtiments historiques

#### 1908 - 1919: usine Dollé-Chaubey

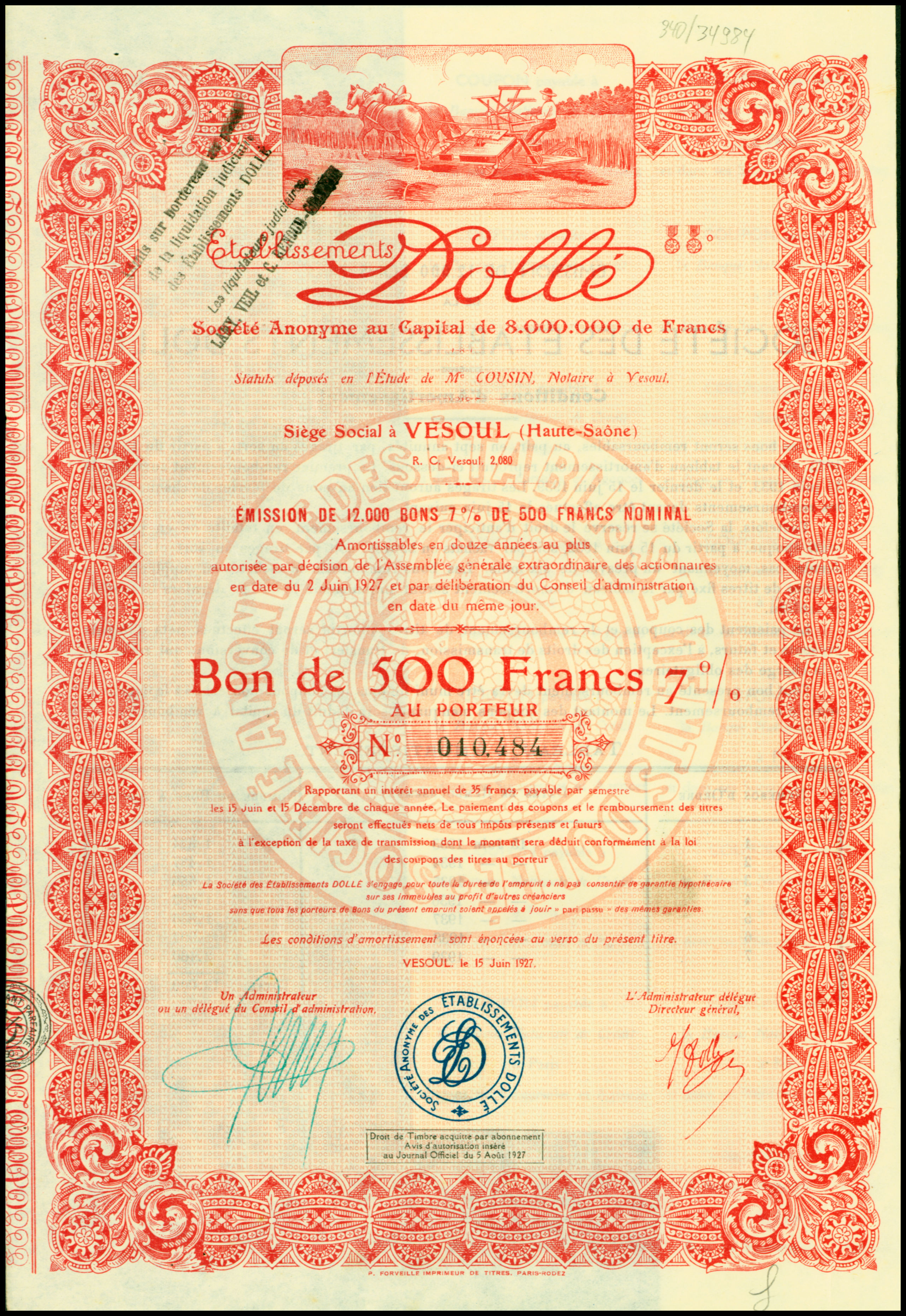
Bon des Etablissements Dollé en date du 15 juin 1927.

L'usine PSA de Vesoul est constituée de bâtiments datant de diverses époques. Parmi les plus anciens édifices de l'usine, se trouvent les bâtisses de l'ancienne usine Dollé-Chaubey (classé à l'inventaire général du patrimoine culturel), datant de 1908 et qui longent la rue d'Échenoz-la-Méline. Fondée en 1868 par Émile Oscar Dollé à Gevigney (Haute-Saône), la société Dollé-Chaubey est spécialisée dans la construction de machines agricoles. En 1906, l'entreprise Dollé-Chaubey s'associe avec Auguste Calley et devient donc une société en nom collectif, elle se renomme ainsi « Établissements Dollé-Chaubey et Cie ».
Lors de son activité à Vesoul, dès 1908, l'usine produit annuellement pas moins de 5 000 machines, emploie 60 ouvriers et est dirigée par Victor Dollé, ingénieur des arts et métiers et fils du fondateur Émile Oscar Dollé. En 1912, l'usine Dollé-Chaubey et Cie produit, chaque année 5 000 concasseurs, 2 500 faucheuses, 300 lieuses, 1 000 charrues Brabant, 300 moissonneuses, des coupe-racines, meules... Aussi, l'établissement industriel construit du matériel militaire durant la Première Guerre mondiale. L'usine Dollé emploie 150 ouvriers en 1918. 

#### 1919 - 1953: usine Dollé
En 1919, l'entreprise est convertie en société anonyme et est renommée Etablissements Dollé. L'établissement se dote de nombreux matériels de fabrication : en 1921, l'usine est constituée de divers ateliers (dont des ateliers spécifiques tels que pour la construction des charrues Brabant) : une fonderie, un atelier de peinture et un grand atelier rassemblant les activités de perçage, menuiserie, tournage et outillage, montage, ajustage, ainsi que des bureaux. Une partie de ces ateliers sont agrandis dans les années 1920. En 1929, une école d'apprentissage est fondée. En 1934, l'établissement s'équipe de bureau d'études et de dessin, une chaîne de peinture, un service contrôle et une organisation commerciale constituée de huit succursales répartis dans toute la France. Grâce notamment à ces filiales créés et à ses 565 salariés, la production de l'entreprise s'accroît considérablement est et même qualifiée de « plus grande manufacture française de machines agricoles », dans une publicité de 1949. En mai 1953, l'usine cesse son activité et les bâtiments sont laissés.

### 1955 - 2021: l'ère Peugeot

#### 1955 - 1959: Udime
À la suite du départ de Dollé, les bâtiments délaissés sont convoités par quelques entreprises. Le 1er janvier 1956, c'est finalement UDIME (Union des industries métallurgique de l'Est), une filiale des cycles Peugeot qui investit les édifices, qui couvrent une surface de sept hectares. Cette société fabrique des cadres de motos et de vélos, et des éléments de triporteurs. Dès 1958, l'établissement d'UDIME créé des cyclomoteurs pour le site industriel des cycles à Beaulieu. En 1959, les triporteurs ne se fabriquent plus à Vesoul mais à Beaulieu. Néanmoins, les automobiles Peugeot viennent à Vesoul installer une filiale (Indenor) : ce sera le début d'une longue histoire liée entre la préfecture de la Haute-Saône et l'un des plus importants constructeurs automobiles au monde.

#### 1959 - 1966: Indenor
De 1959 à 1966, le site où se trouve l'usine est partagé par une autre filiale appartenant également à la société automobile Peugeot : la société Indenor (société Industrielle de l'Est et du Nord), spécialisée dans la fabrique de bâches, conteneurs, coiffes et garnitures de sièges en cuir. En 1960, la société Indenor emploie 210 personnes. En 1961, les coiffes de sièges en cuir pour la 404 Super Luxe commencent à se construire dans l'usine de Vesoul. En 1965, Indenor s'unit avec Peugeot, créé en 1896 par Armand Peugeot, et prend donc le nom de « Société des automobiles Peugeot », puis de « Peugeot Société Anonyme » (PSA).
Deux projets de vastes magasins de production sont lancés mais nécessite un rehaussement des terrains pour qu'ils soient aménagés. De larges volumes de remblai sont prélevés dans un secteur un peu plus au nord, vers la zone marécageuse du Durgeon. Une cavité de deux mètres de profondeur sur 93 hectares de superficie est donc creusée, dans les années 1970 : c'est ainsi que le lac de Vesoul - Vaivre est créée. Le magasin général de pièces détachées de La Garenne-Colombes est transféré sur le site de l'usine de la société des automobiles Peugeot de Vesoul : des ateliers de fabrication sont édifiés sur les communes limitrophes de Noidans-lès-Vesoul (au sud-ouest) et de Vaivre-et-Montoille (à l'ouest), c'est ainsi que l'usine devient à cheval sur trois communes.

#### 1966 - 1976: Peugeot SA

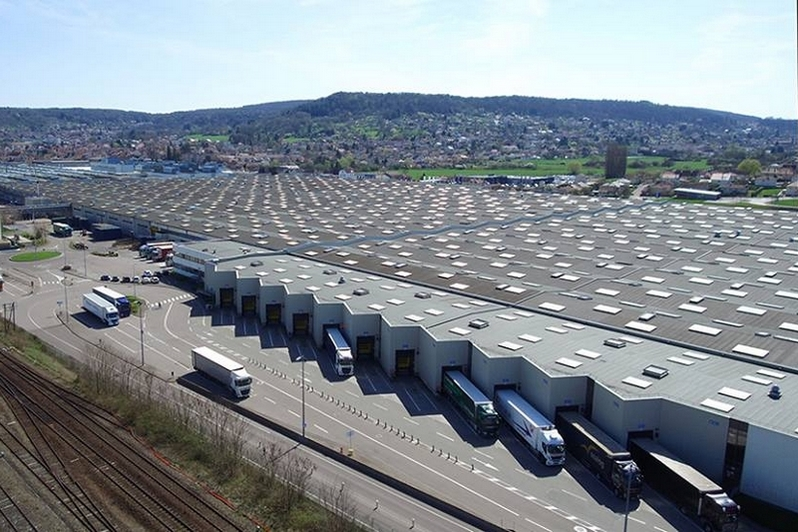
Le magasin sud de l'usine.

Entre 1965 et 1974, le magasin sud (localisé au sud de la ligne Paris-Bâle), d'une surface initiale de 86 000 m2, est aménagé. Entretemps, le nombre de personnes embauchées s'élève à 1400 (1970).

#### 1976 - 2021: PSA Peugeot-Citroën

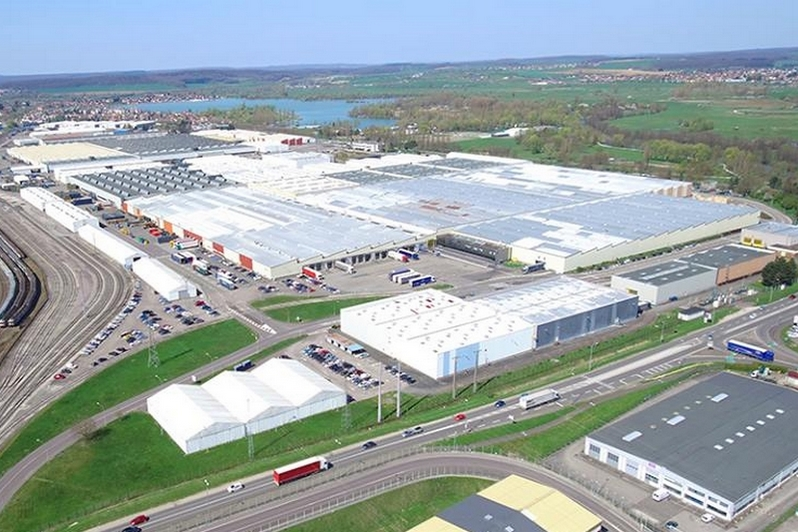
Le magasin nord de l'usine.

En décembre 1974, la marque automobile Peugeot absorbe Citroën et c'est en avril 1976 que le groupe PSA Peugeot Citroën voit le jour. En 1977-1978, le magasin nord (sis au nord de la voie ferrée) est établi sur une surface de 90 000 m2. En 1979, une unité d'emballage et d'expédition appelée CKD (logistique des pièces destinées à l'international) est délocalisée sur le site de l'usine Peugeot de Vesoul, depuis l'usine Stellantis de Sochaux. L'implantation de cette unité rend indispensable l'élévation d'un atelier de 85 000 m2. Les trois constructions des magasins et ateliers constituent l'un des plus importants développements de l'usine avec un apport de plus de 250 000 m2 de bâtiment en 14 ans (de 1965 à 1979).
L'usine Peugeot embauche 3 700 personnes en 1980, et a ainsi doublé son effectif en 10 ans (1400 en 1970). En 1984, la surface bâtie de l'établissement industriel s'élève à 43 hectares tandis que la surface totale est de 114 hectares. De 1985 à 1991, l'usine des automobiles Peugeot de Vesoul prend encore de l'importance : les activités des usines de Vernon (1985), Aprilia (1989), Utrecht et Nivelles (1991) y sont transférées. En 1990, plus de 2 800 personnes travaillent dans l'établissement industriel. À la suite des transferts d'activités de plusieurs usines de 1985 à 1991 à Vesoul, l'usine Peugeot de Vesoul devient le principal magasin concernant la logistique de pièces de rechange du constructeur automobile. Les bâtiments désaffectés des anciennes usines Malusa et Parisot de Vesoul (d'une surface de 20 000 hectares) sont ajoutés au site de l'usine, respectivement en 1995 et 1999. En 2003, le magasin nord est agrandi de 45 000 m2. La même année, l'usine connaît un pic du nombre de salariés (5000). En 2006, une plate-forme expédition route au niveau du magasin sud est établie. En 2009, la surface bâtie de l'usine s'élève à 60 hectares alors que la surface totale est de 121 hectares. Depuis la fin du XXe siècle, l'usine Peugeot se classe en première place, loin devant, des entreprises de Haute-Saône comptant le plus de salariés avec un chiffre de 3800. L'usine est certifié ISO 9001 pour la qualité et ISO 14001 pour l'environnement. 
Sous Carlos Tavares, PSA ne se limite plus à ses pièces de rechange et veut investir le reste du marché via son réseau d’entretien multimarques Euro Car Repar Service et le segment des offres aux particuliers via internet avec le rachat de MisterAuto.com. Réduisant ses distributeurs européens de 2 500 à 140 sites, Vesoul assurera de plus en plus des expéditions en grosses quantités au détriment du colis individuel.
Début 2019, PSA annonce son intention de relocaliser à Vesoul les activités de recyclage moteurs implantées à Hérimoncourt (204 personnes, Doubs),.
Aujourd'hui, l'usine Stellantis de Vesoul possède quatre secteurs de production : un atelier d'équipements intérieurs et ferrage (fabrication de pièces détachées), un atelier logistique des pièces de rechange et logistique des pièces destinées à l'international,.

### Depuis 2021: l'ère Stellantis
En 2021, le groupe PSA est remplacé par le nouveau groupe Stellantis.

## Situation géographique

### Localisation

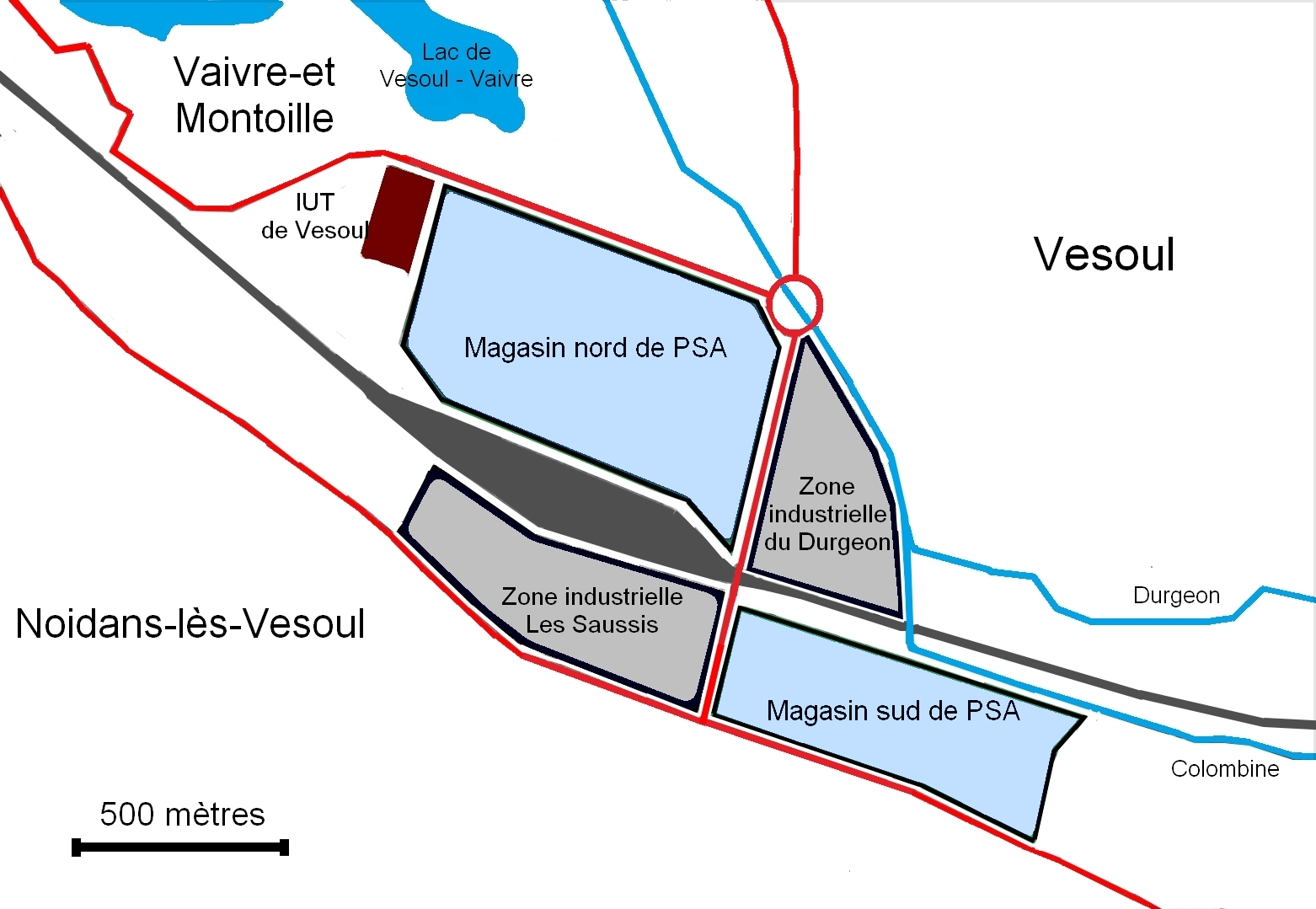
Plan de l'usine

L'usine est située à cheval sur trois communes faisant partie de l'unité urbaine de Vesoul et de la communauté d'agglomération de Vesoul : Vesoul (à 4 %), Vaivre-et-Montoille (à 25 %) et Noidans-lès-Vesoul (à 71 %). L'usine est, en partie, embrassée par la zone industrielle Les Saussis et la zone industrielle du Durgeon. Son adresse est 24 rue d'Échenoz-la-Méline à Vesoul.
L'usine est desservie par la ligne  5  et le transport à la demande Moova flexo du réseau de transport en commun Moova de la communauté d'agglomération de Vesoul.
Le site de l'usine est majoritairement élevé sur des éboulis du Quaternaire. Il est également remarqué la présence de divers remblais au niveau du magasin sud. Globalement, l'ensemble de l'établissement est situé sur des terrains d'altitude similaire. La topographie oscille entre 210 et 220 mètres d'altitude.
Les deux rivières vésuliennes (le Durgeon et la Colombine) coulent près de l'établissement industriel. La Colombine longe au nord du magasin sud, avant de rejoindre le Durgeon, au niveau de la zone industrielle du Durgeon. Le Durgeon coule, quant à lui, à l'est du magasin nord, avant de se diriger vers le lac de Vesoul - Vaivre.

### Communications
L'usine est traversée du nord au sud par la route européenne 23 (rue de la Rocade), qui sépare le magasin nord et le magasin sud. L'usine est cernée au nord par l'avenue des rives du lac et au sud par la rue de Gray à Lure. Ces dernières voies routières sont largement fréquentées grâce à la présence de l'usine : en effet près de 1 000 camions circulent quotidiennement via l'établissement industriel.
Également, les deux magasins nord et sud sont séparés, horizontalement, par la ligne de Paris-Est à Mulhouse-Ville.

## Activités de l'usine

### Logistique
La logistique est la principale activité de l'usine de Vesoul. L'établissement est le centre mondial de pièces détachées de PSA Peugeot Citroën, étant ainsi la plus grande plate-forme de logistique automobile d'Europe. L'usine a deux missions essentielles concernant la logistique. La première est de recevoir, de conditionner puis de stocker les pièces de rechange de PSA. Et, dans un deuxième temps, l'usine est chargée de préparer et expédier les commandes des clients du réseau de commerce international. 
La logistique de pièces de rechange et accessoires traite 650 tonnes. Ce volume est expédié quotidiennement en partant de 180 000 références pour les marques Peugeot et Citroën.

### Production industrielle
L'usine est également une centre de production de piéces détachés automobile. Les volumes traités par la production industrielle sont les suivantes :
- Équipements intérieurs : 70 000 pièces par jour
- Production ferrage : 15 000 pièces par jour
- Atelier de conditionnement et d’emballage : 322 000 véhicules emballés en 2007

## Effectifs
L'usine Peugeot embauche 1 400 personnes en 1970, 3 700 en 1980, 2 800 en 1990, 5 000 en 2003, 3 800 en 2009, 3 000 en 2015, 2 418 en mai 2017,, en 2018 l'usine employait environ 3 000 salariés.

## Formations

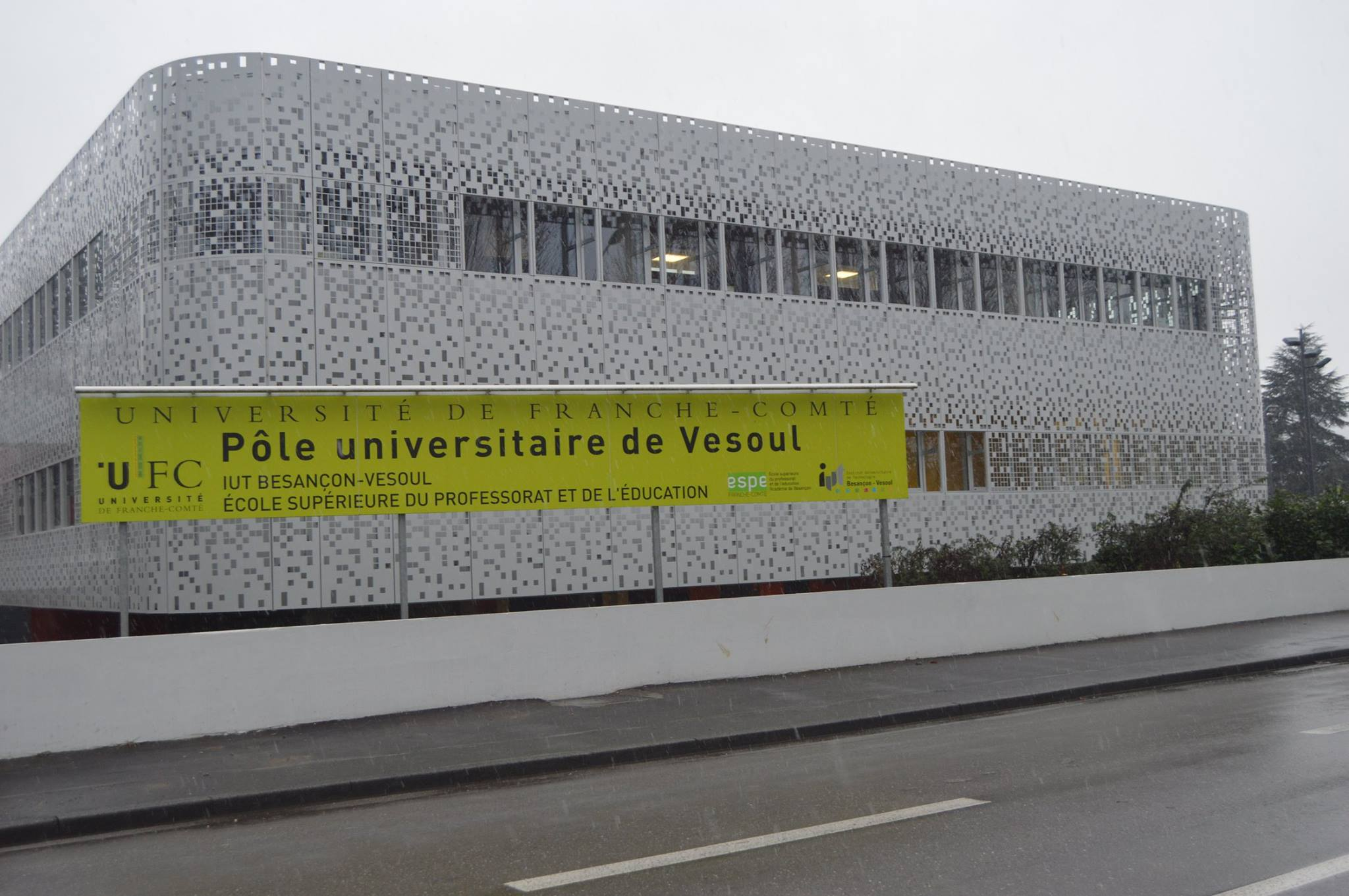
Institut universitaire de technologie de Besançon-Vesoul

De par l'importance de l'usine Stellantis de Vesoul dans le territoire régional, national et mondial, des écoles vésuliennes proposent des formations à des diplômes liées à la production industrielle ou à la logistique telles que l'institut universitaire de technologie de Besançon-Vesoul, établissement d'études supérieures composant de l'université de Franche-Comté et situé directement à l'ouest de l'usine. L'IUT Besançon-Vesoul propose notamment des diplômes universitaires de technologie en section Gestion logistique et transport et Génie industriel et maintenance.
Aussi, le lycée Édouard-Belin dispose de formations en brevet de technicien supérieur liées à la mécanique dont la conception et réalisation de systèmes automatiques et Industrialisation des produits mécaniques.

## Sport
L'usine possède une association sportive, nommée ASPSAV (Association sportive PSA Vesoul), qui permet aux salariés de pratiquer de multiples disciplines telles que l'airsoft, ball-trap, basket-ball, bowling, course à pied, danse de salon, football, golf, gymnastique féminine, judo, moto, musculation, natation, pétanque, plongée, ski, tennis, tir à l'arc, voile, volley-ball, et VTT/cyclotourisme.